# Hernhill
Hernhill – wieś w Anglii, w hrabstwie Kent, w dystrykcie Swale. Leży 31 km na wschód od miasta Maidstone i 79 km na wschód od centrum Londynu.